# بازی‌های مدیترانه ۱۹۵۹
بازی‌های مدیترانه ۱۹۵۹ (انگلیسی: 1959 Mediterranean Games) سومین دوره مسابقات بازی‌های مدیترانه است که از ۱۱ تا ۲۳ اکتبر ۱۹۵۹ در بیروت، لبنان برگزار شده است. این بازی‌ها با حضور ۷۹۲ ورزشکار از ۱۱ کشور انجام شده است.

## ورزش‌ها
- دو و میدانی  (جزئیات)  (23)
- بسکتبال  (جزئیات)  (1)
- بوکس  (جزئیات)  (10)
- دوچرخه‌سواری  (جزئیات)  (6)
- شیرجه  (جزئیات)  (2)
- سوارکاری  (جزئیات)  (6)
- شمشیربازی  (جزئیات)  (6)
- فوتبال  (جزئیات)  (1)
- ژیمناستیک  (جزئیات)  (8)
- قایقرانی بادبانی  (جزئیات)  (1)
- تیراندازی  (جزئیات)  (9)
- شنا  (جزئیات)  (8)
- والیبال  (جزئیات)  (1)
- واترپلو  (جزئیات)  (1)
- وزنه‌برداری  (جزئیات)  (7)
- کشتی  (جزئیات)  (16)

## کشورهای شرکت‌کننده
- فرانسه (66)
- یونان (69)
- ایتالیا (55)
- لبنان (180)
- مالت (2)
- مراکش (14)
- اسپانیا (83)
- تونس (28)
- ترکیه (91)
- جمهوری متحد عربی (162)
- یوگسلاوی (42)

## جدول مدال‌ها
*   کشور میزبان ( لبنان)
| رتبه            | کشور             | طلا | نقره | برنز | مجموع |
| --------------- | ---------------- | --- | ---- | ---- | ----- |
| ۱               | فرانسه           | ۲۶  | ۲۷   | ۱۶   | ۶۹    |
| ۲               | جمهوری متحد عربی | ۲۳  | ۲۱   | ۳۰   | ۷۴    |
| ۳               | ترکیه            | ۱۳  | ۸    | ۱    | ۲۲    |
| ۴               | ایتالیا          | ۱۲  | ۵    | ۴    | ۲۱    |
| ۵               | یوگسلاوی         | ۱۱  | ۹    | ۸    | ۲۸    |
| ۶               | یونان            | ۸   | ۹    | ۱۳   | ۳۰    |
| ۷               | اسپانیا          | ۵   | ۱۲   | ۱۲   | ۲۹    |
| ۸               | لبنان*           | ۳   | ۱۰   | ۱۷   | ۳۰    |
| ۹               | تونس             | ۳   | ۲    | ۱    | ۶     |
| ۱۰              | مراکش            | ۲   | ۳    | ۲    | ۷     |
| مجموع (۱۰ کشور) | مجموع (۱۰ کشور)  | ۱۰۶ | ۱۰۶  | ۱۰۴  | ۳۱۶   |